# Emil Kühns
Emil Kühns (* 12. Februar 1866 in Prag; † unbekannt) war ein deutscher Musiker, Komponist, Chorleiter und Konservatoriumsdirektor.

## Leben
Der Sohn des Schauspielers Carl Paul Volkmar Kühns (1832–1905) begann als Sechsjähriger Geige zu spielen. Von 1876 bis 1882 studierte er am Prager Konservatorium und beschäftigte sich mit theoretischen Studien. Eine weitere Ausbildung als Geiger erhielt er in den Jahren 1884–1885 am Konservatorium in Paris. Seine erste Anstellung war als erster Violinlehrer am Konservatorium sowie als erster Konzertmeister und zweiter Dirigent der fürstlichen Hofkapelle zu Sondershausen. 1891 wurde er Lehrer und Konzertmeister des Musikvereins in Linz an der Donau. Ab 1891 bis zu seiner Berufung nach Königsberg war er auch ständiges Mitglied des Orchesters der Bayreuther Festspiele. 1897–1899 war Emil Kühns Co-Direktor und Lehrer am Freudenbergschen Konservatorium in Wiesbaden. 1899 erfolgte seine Berufung als Direktor des Konservatoriums in Königsberg. Gleichzeitig übernahm er die Leitung einer Violinklasse und einer Chorklasse. 1903 wurde Emil Kühns Patentinhaber einer „Vorrichtung zum Üben des Greifens für Geigenspieler“. Bis zum Jahr 1914 war er auch Dirigent des Königsberger Staats-Eisenbahner-Gesangvereins. 1917 vom Kaiser von Österreich das Kriegskreuz in Gold für Zivilverdienst verliehen worden. 1929 wurde sein dreißigjähriges Arbeiten am Königsberger Konservatorium gefeiert. 1935 nannte das Königsberger Adreßbuch seinen Namen noch in Zusammenhang mit dem Konservatorium. Emil Kühns wurde in der NS-Zeit auf einer „Liste der aus der Reichsmusikkammer ausgeschlossenen Juden, jüdischen Mischlinge und jüdisch Versippten“ geführt. Ebenso wird sein Name in einem „Lexikon der Juden in der Musik“ erwähnt. Die Ehefrau Malwine, geb. Weiss, seines älteren Bruders, des Schauspielers Friedrich Kühns, war Jüdin. Das Lebensende von Emil Kühns ist unbekannt.

## Werke
- Op. 5 Mazurka für Violine mit Pianoforte, Linz.[4]
- Op. 8 „Gnomentanz“ Phantasiestück für Violine mit Pianoforte, Linz.[5]
- „Paduana“ für das Pianoforte, 1903.[6]
- Bearbeitungen nachfolgender Musikstücke für Violine und Klavier:
  - Johann Strauss Tonbilder aus der „Fledermaus“
  - David Popper Opus 50 Suite „Im Walde“ Nr. 3, 4 und 5
  - David Popper Opus 52 Nr. 1 „Feuillet d'Album“
  - David Popper Opus 54 Nr. 1 „Zur Guitarre“
  - David Popper Opus 57 Zweite Tarantella
  - David Popper Opus 65 Nr. 2 Menuett